# Jan Baumbach
Jan Baumbach (* 2. November 1979 in Leipzig) ist ein deutscher Bioinformatiker. Er ist Direktor des  Institute for Computational Systems Biology, und er forscht und lehrt als Professor für Bioinformatik an der Universität Hamburg sowie der Universität von Süddänemark.

## Leben und Forschung
Jan Baumbach studierte Informatik an der Universität Bielefeld in Deutschland. Seine Forschungskarriere begann am Rothamsted Research in Harpenden (Großbritannien), wo er an informatischen Methoden zur Integration von Molekularbiologie-Daten arbeitete. Er kehrte für seine Promotion an das Zentrum für Biotechnologie in Bielefeld zurück, wo er CoryneRegNet entwickelte. Anschließend arbeitete er an der University of California in Berkeley in der Algorithms Gruppe von Richard Karpan Transitivity Clustering, einem Clustering-Werkzeug für sehr große biomedizinische Datensätze. Ab März 2010 war Baumbach Leiter der Arbeitsgruppe für Computational Systems Biology am Max-Planck-Institut für Informatik in Saarbrücken, Deutschland.
Im Oktober 2012 wechselte er an die Universität Süddänemark als Leiter der Gruppe für Computational BioMedicine. Seine Forschung konzentrierte sich auf Systemmedizin und Netzwerkmedizin. Von 2015 bis 2017 war er Studiengangskoordinator des Programms Computational BioMedicine. Im Januar 2018 wechselte er an die Technische Universität München als Inhaber des Lehrstuhls für Experimentelle Bioinformatik, wo er rechnerische Methoden für die Systemmedizin und föderierte Ansätze in der künstlichen Intelligenz entwickelte, die by Design Datenschutz gewährleisten können. Hier koordinierte er das EU-Projekt FeatureCloud. Im Januar 2021 wurde sein Lehrstuhl an die Universität Hamburg verlegt, wo Jan Baumbach Direktor des Instituts für Computational Systems Biology wurde. 2023 wurde er durch das Henriette Herz-Scouting-Programm zum Humboldt Scout ernannt.